# 梁敦彥

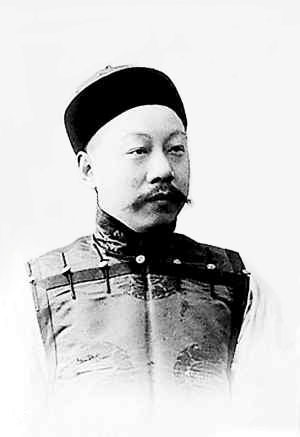

梁敦彥（1858年11月7日—1924年5月12日），字朝璋，別字崧生，生於清咸豐八年戊午十月初二日（1858年11月7日），故於民國十三年甲子四月初九日（1924年5月12日），廣東廣州府順德縣勒流龍眼鄉人，晚清外交官，乃清政府保送赴美留學的首批留美幼童之一。

## 生平

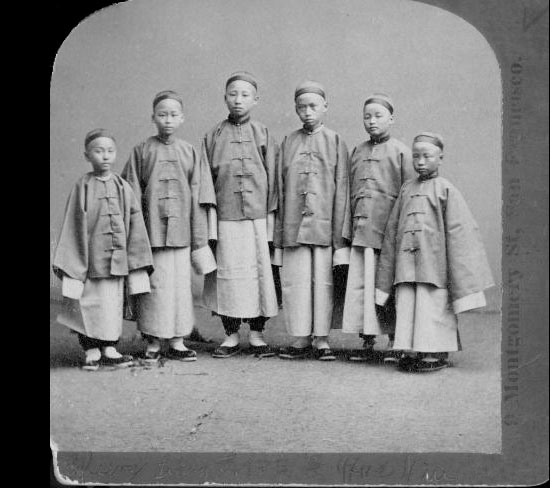
1872年9月，首批到达加利福尼亚州的留美幼童合影。左起：钟文耀Chung Mun Yew、梁敦彦Liang Tun Yen、不详、史锦镛Sze Kin Yung、不详、牛尚周New Shan Chow。图右侧标有“9, Montgomery St. San Francisco”

梁敦彥年幼家貧，曾在香港打散工。同治十二年，獲官費往美國留學。光緒七年，耶魯大學畢業，在福建船政學堂任英文教習。十年，應張之洞聘，任兩廣、湖廣督署文案、知州府候補道，累升漢陽、天津海關道員兼北洋大學堂督办。三十三年（1906年），梁任清政府公使出使美、德、墨、秘、古巴，累官外務部侍郎、尚書、右丞。宣統三年，任袁世凱內閣外務部大臣。民國三年（1914年），任北洋政府交通總長。1917年，參與張勳復辟，任外務部大臣。1924年5月12日，梁敦彥病逝天津。
梁敦彥在耶魯求學期間，與友儕組織「東方人」(Orientals) 棒球隊，一度在康涅狄格州首府哈特福德（Hartford）揚威。梁是球隊的主力投球手，隊員還有詹天佑。

## 家族
- 長子：梁致和，清末廕生,民國一年，財政部賦稅司上行走。八年，拟任廣澳鐵路總理。後就職財政部、交通部，北平市政府外事處長，歐美同學會總幹事，移居柬埔寨；
- 次子：梁致祥（Che Chiang Liang），字怡如，娶北平副市長、同仁堂乐松生親姐乐静涵，1908年梁敦彦派次子梁致祥留學美國。回國後，中美文化協會秘書、美機械商。民國時,梁致祥與時昌黎、周景福、高惠民並稱天津「網球四健將」。解放後，梁致祥將其史家胡同50號轉於徐向前元帥居住。梁致祥、乐静涵夫妻墓在其父梁敦彦墓旁，位於北平福田公墓。梁敦彦墓上刻：皇清誥授光祿大夫外務部尚書梁公崧生之墓；
- 女：梁靄珊
- 長子：梁致和
- 孫女：梁含章，嫁中華民國首任總理唐紹儀之孫唐世一；梁履中等。
- 密友：詹天佑

## 延伸閱讀
- 錢鋼、胡勁草（2003年11月）：《大清留美幼童記》，香港：中華，ISBN 9628820826
- 中國第一歷史檔案館編：《清外務部部分主要官員履歷》，《歷史檔案》1986年第4期。
- 順德梁崧生尚書生平事蹟草稿    中國人民大學信息資源管理學院藏

[在维基数据编辑]
 《游美同學錄·梁敦彥》，出自《游美同學錄》
 在维基共享资源阅览影像